# Étienne Charlet
Pour les articles homonymes, voir Charlet.
Étienne Charlet, né le 8 avril 1756 à Dijon et tué le 27 novembre 1795 à Loano, est un général de division de la Révolution française.

## Carrière
Il entre en service comme dragon au régiment du Roi en 1773, soldat au régiment de Penthièvre infanterie le 7 février 1774, il est nommé sergent-fourrier le 26 mars 1776. Il fait en cette qualité les campagnes maritimes de 1780 à 1783. Le 5 septembre 1782, Il assiste au siège de Gibraltar et il se signale par un acte d'héroïsme. Chargé de conduire à l'hôpital Sainte-Marie, en Espagne, sur le vaisseau "la Flore", un grand nombre de soldats français malades, il fait naufrage en vue des côtes de Cadix. Gagnant la rive sur une barque, il organise le sauvetage de tous ses compagnons. Il reçoit à cette occasion une médaille d'or en récompense de son dévouement. 
Revenu en France, il quitte le service le 28 novembre 1785. Le 14 juillet 1789, la Révolution le rappel au service dans la garde nationale parisienne, et le 11 juin 1791, il est lieutenant dans la gendarmerie casernée à Neuilly. Il est admis comme capitaine dans la légion des Pyrénées le 16 septembre 1792, et il est promu lieutenant-colonel le 28 juillet 1793, puis, chef de brigade le 8 septembre suivant. 
Il est nommé général de brigade provisoire le 4 octobre 1793 et général de division le 20 décembre 1793. Il est affecté à l'armée des Pyrénées orientales sous les ordres du général Pérignon. Le 1er mars 1795 il attaque les Espagnols près de Besalú et il est obligé de battre en retraite. Le 24 avril 1795, il passe la Fluvià, mais devant des forces supérieures il est contraint de se retirer. Le 10 mai 1795, il renouvelle cette opération, mais sans plus de succès. 
Il est affecté à l'armée d'Italie avec le général Scherer. Le 17 novembre 1795, il chasse les Autrichiens de Campo di Preti. Le 23 novembre 1795, à la bataille de Loano, en pénétrant dans les retranchements ennemis, il tombe frappé d'un coup de feu à la tête.
Il meurt de cette blessure le 27 novembre 1795.